# Jean d'Humières
Jean d'Humières, död 1550, var en fransk hovfunktionär. Han var guvernör till de franska kungabarnen under kung Henrik II av Frankrike.
Han och hans maka Françoise d'Humières utnämndes 1544 till guvernör respektive guvernant för kungabarnen. De tog sina order från Diane de Poitiers och basade över en stor personal med ytterligare underordnade guvernörer och guvernanter. Han avled 1550 och efterträddes av Claude d'Urfe. 